# 312 a. C.
El año 312 a. C. fue un año del calendario romano prejuliano. En el Imperio romano se conocía como el Año del Consulado de Corvo y Mus (o menos frecuentemente, año 442 Ab urbe condita).

## Acontecimientos
- Apio Claudio, funcionario romano, construye la Vía Appia (560 kilómetros de longitud) como parte de la estrategia de guerra y conquista propia del Imperio romano. Construye también el primer acueducto romano; en este tipo de acueducto, a fin de lograr la altura necesaria, se superponían varios pisos de arcadas.[1]
- En Roma se construye el Aqua Appia, el primer acueducto romano.[2] Fue subterráneo, lo que indica que el agua que transportaba era destinadas al consumo humano. Tenía una longitud de unos 16 km y fue construido por iniciativa del censor Apio Claudio Craso.
- Seleuco I Nicátor conquista Babilonia a Pérdicas, dando origen a lo que será el Imperio seléucida.[cita requerida]